# دلهه
دلهه (به انگلیسی: Dullah) یک روستا در پاکستان است که در ناحیه چکوال واقع شده‌است.